# Complémentaires santé en France
Pour les articles homonymes, voir AMC.
En France, la Complémentaires santé est un système d'assurance maladie qui complète celui de la Sécurité sociale en intervenant sous forme d'un complément de remboursement des soins.
La complémentaire santé est obligatoire pour les salariés depuis le 1er janvier 2016. Les autres catégories d’actifs bénéficient de déductions fiscales, comme les indépendants, ou d’une moindre taxation de leurs contrats, comme les agriculteurs, voire d’aides de leur employeur, comme les agents publics. Les retraités et les auto-entrepreneurs ne disposent ni d'aide, ni de déduction fiscale. L’ensemble de ces dispositifs, auxquels s’ajoute la complémentaire santé solidaire, permet à 96 % de la population d’être couverte par une complémentaire santé.
Dans le langage courant, les assurés ou les médias parlent de « mutuelle » pour désigner l'ensemble des prestataires offrant une complémentaire santé à leurs adhérents. Toutefois, c'est un abus de langage, le terme « mutuelle » étant juridiquement protégé. Une « mutuelle » se distingue des compagnies d'assurances classiques, car c'est une société de personnes (versus société de capitaux), elle est à but non lucratif (contrairement aux compagnies d'assurances) et son conseil d'administration est composé de représentants des adhérents (et non d'actionnaires). Les mutuelles font partie de l'économie sociale et solidaire.

## Historique
En France, les mutuelles de santé (sociétés de personnes sans but lucratif) sont créés à partir des années 1790 et sont encadrées par la loi du 15 juillet 1850 et du 1er avril 1898 (Charte de la mutualité). Plus tard, les conditions de constitution d’une société anonyme d’assurance sont définies pour la première fois par le décret du 22 janvier 1868, qui a permis la fondation des sociétés d’assurance « non-vie ». Une loi du 17 mars 1905 a mis en place une réglementation et un contrôle des sociétés d’assurance vie en vue de protéger les assurés.
La création de la sécurité sociale en octobre 1945 entraîne une modification du rôle des mutuelles et organise leur action en coopération avec les assurances sociales devenues obligatoires pour une partie de la population. Certaines mutuelles obtiennent toutefois de gérer le régime obligatoire préexistant, tel celui des fonctionnaires (loi Morice du 9 avril 1947 pour les fonctionnaires), ou créé ultérieurement (régime des étudiants en 1948). D'autres acteurs commencent à intervenir sur le marché dont les compagnies d'assurance et les institutions de prévoyance.
Au début des années 1980, 69 % des personnes bénéficiaient d’une complémentaire santé, puis 84 % dans les années 1990. La fondation de la couverture maladie universelle complémentaire (CMU-C) par la loi du 27 juillet 1999 a permis d’atteindre les 89 % en 2000. La loi du 13 août 2004 relative à l'assurance maladie met en place l’aide à l’acquisition d’une complémentaire santé, pour pallier l’effet de seuil de la CMU-C, et créé l’union nationale des organismes d'assurance maladie complémentaire. En 2010, 96 % de la population est couverte,,,,.
Faisant suite à l’accord national interprofessionnel du 11 janvier 2013 pour un nouveau modèle économique et social au service de la compétitivité des entreprises et de la sécurisation de l'emploi et des parcours professionnels des salariés prévoit la généralisation du droit à la complémentaire santé, La loi du 14 juin 2013 rend obligatoire la complémentaire santé pour tous les salariés du privé et en 2014 la contribution de l’employeur au contrat de groupe est intégré au revenu imposable du salarié, afin de réduire la différence de traitement entre contrats individuels et collectifs. En 2020, la part des salariés bénéficiant d’une complémentaire santé d’entreprise est ainsi passée de 74 % à 97 %. Cependant, comme de nombreux salariés avaient déjà contracté des assurances individuelles, ils étaient déjà, en cumulant les contrats individuels et collectifs, 96 % à être couverts avant la réforme.
L’ordonnance du 17 février 2021 relative à la protection sociale complémentaire dans la fonction publique prévoit l’obligation de participation de l’employeur public au financement de la complémentaire santé des fonctionnaires. Cette aide ne pourra être inférieure à 50 % des cotisations à partir de 2024,.

## Principes et fonctionnement

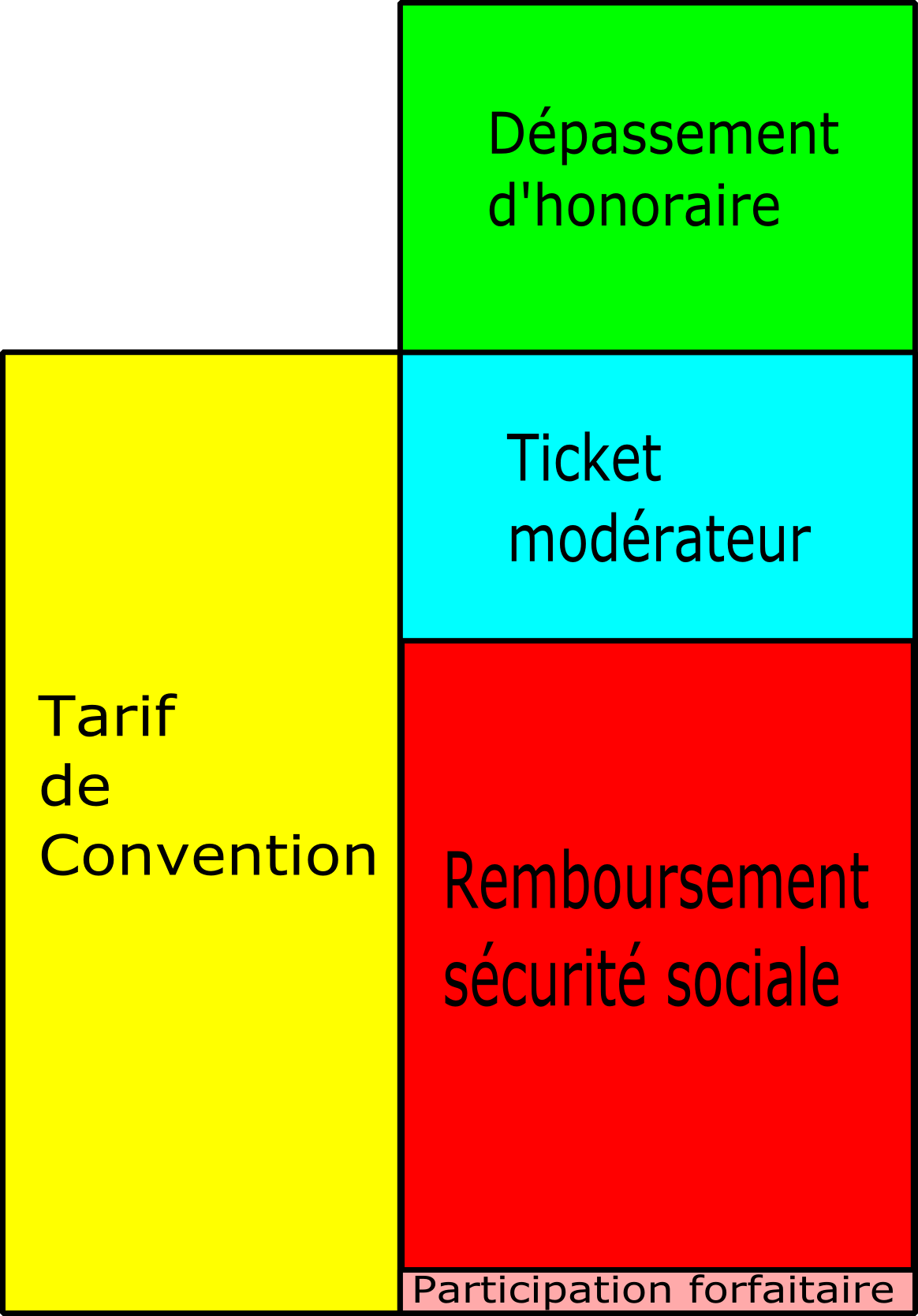
Remboursement des frais de santé.

L’assurance complémentaire en santé couvre une partie de la dépense de soins et de biens médicaux non remboursée par l’assurance maladie obligatoire et permet donc de réduire les restes à charge (RAC) des assurés. De plus le ticket modérateur, dont l’objectif était de limiter la dépense en faisant payer une partie des soins par le patient est pris en charge par les complémentaires à un taux proche de 100 % dans le même but. Les dépassements d’honoraires des professionnels de santé ne sont jamais pris en charge par l’assurance maladie obligatoire, mais peuvent l’être par la complémentaire santé.
Plusieurs différences existent entre l’assurance maladie obligatoire et les complémentaires. Tout d’abord, les complémentaires doivent prendre en compte le phénomène de sélection adverse ; les personnes jeunes et en bonne santé peuvent préférer ne pas s’assurer. Pour éviter cet effet, la loi du 31 décembre 1989 interdit la sélection individuelle et les contrats collectifs sont souscrits au niveau d’une entreprise. De plus, la prime due par l’assurée n’est pas calculée en fonction des revenus, mais des risques observables.
En 2020, 96 % de la population de la France métropolitaine sont couverts par une complémentaire santé ou par un dispositif équivalent comme la complémentaire santé solidaire. Toutefois, environ 8 % des inactifs n’ont pas de couverture.
Le taux de remboursement par la sécurité sociale est variable, car il est fonction des actes réalisés et de la nature de la maladie prise en charge (ALD 100 % ou non). Ainsi les prestations versées par les organises complémentaires représentent 5,2 % de la consommation de soins et de biens médicaux en optique en 2019, 16,5 % pour les soins de ville, 40,3 % pour les soins dentaires et 72,7 % pour l’optique. Pour l’ensemble de la consommation de soins et de biens médicaux, la part des versée par les complémentaires est de 13,4 %.
La Cour des comptes estime en 2021, que près de dix milliards d’euros de « dépenses » publiques par an sont consacrés à la couverture de la population par une complémentaire santé, dont trois milliards d’exonération de cotisation sociales patronales et salariales de la participation de l’employeur pour les contrats collectifs et obligatoires, deux milliards pour la complémentaires santé, et deux pour la déduction de l’impôt sur les bénéfices des charges liées au financement des contrats collectifs obligatoires

## Le contrat dit «solidaire et responsable»
Depuis loi du 13 août 2004 relative à l'assurance maladie, la plupart des contrats de complémentaire santé sont « solidaires et responsables », ce qui signifie qu’ils remboursent, comme l’assurance maladie obligatoire, en fonction de la situation du patient : dans ou hors parcours de soins coordonnés. Les règles applicables à ce contrat ont été modifiées par le décret no 2014-1374 du 18 novembre 2014 relatif au contenu des contrats d'assurance maladie complémentaire bénéficiant d'aides fiscales et sociales.
En échange d'une déduction fiscale des cotisations pour les salariés et d'une taxe de solidarité additionnelle réduite, les contrats responsables doivent respecter des règles minimales et maximales de remboursement définies par le décret.
Dans le parcours de soins, les contrats responsables doivent rembourser :
- au moins 30 % du tarif opposable pour les consultations du médecin traitant et du médecin correspondant ;
- au moins 30 % des médicaments à vignette blanche remboursés à 65 % par l’assurance maladie obligatoire ;
- au moins 35 % du tarif servant de base aux remboursements de l’assurance maladie obligatoire pour les analyses et actes de laboratoire.

Hors du parcours de soins, les contrats responsables ont interdiction de rembourser :
- la partie correspondant à la baisse du remboursement de l’assurance maladie obligatoire pour non-respect du parcours de soins, soit une majoration de 20 % du ticket modérateur dans la limite de 5 € par acte pour ceux supérieurs à 25 € ;
- un forfait plafonné à 8 € (règle générale) sur les dépassements d’honoraires sur les actes cliniques et techniques des spécialistes consultés.

Dans tous les cas, les contrats responsables ne prennent pas en charge le forfait d’1 € sur les consultations, les actes de médecins et les actes de biologie.
De la même manière, ils ne remboursent pas les trois nouvelles franchises médicales mises en place depuis le 1er janvier 2008 :
1. 0,5 € par boîte de médicaments ;
2. 0,5 € par acte paramédical à l’exception de ceux pratiqués au cours d’une hospitalisation ;
3. 2 € par recours au transport sanitaire, à l’exception des transports d’urgence.

Ces franchises s’ajoutent à la participation forfaitaire d’1 €.
Les contrats responsables peuvent prendre en charge la participation forfaitaire de 18 € mise en place en septembre 2006 pour les actes dont le tarif est supérieur ou égal à 91 € ou la cotation supérieure à 50 (ex. : échographie Doppler du cœur, appendicectomie par célioscopie).
Enfin, les contrats responsables doivent prendre en charge 100 % du ticket modérateur de deux prestations de prévention à choisir sur la liste établie par le ministère de la Santé.

## Le contrat complémentaire santé en pratique
Il existe deux façons d’être assuré par une complémentaire santé :
Complémentaire à titre individuel.
Il est possible de souscrire à une complémentaire santé individuelle, dit « contrat individuel ». Dans ce cas, le tarif est calculé en fonction des garanties choisies par le souscripteur qui paye intégralement sa cotisation.
Complémentaire par contrat collectif
Il est également possible d’être couvert par une complémentaire santé dans son entreprise soit par un contrat issu de la convention collective (branche professionnelle) soit par un contrat négocié par l'entreprise elle-même (mis en place par accord collectif, référendum ou décision unilatérale de l'employeur). Dans ce cas le tarif est également calculé en fonction des garanties choisies, et peut l'être aussi selon la classification des salariés (Cadres, Non Cadres). Mais l’employeur prend en charge une partie des cotisations, généralement 50 %. On parle alors de « contrat collectif ». Celui-ci est assorti d’exonérations sociales pour l’employeur.
Dans le privé, la couverture collective obligatoire doit remplir les conditions suivantes :
- la participation financière de l'employeur doit être au moins égale à 50 % de la cotisation (le reste à la charge du salarié) ;
- le contrat doit respecter un socle de garanties minimales (panier de soins minimum) ;
- Le contrat est obligatoire pour les salariés, sauf dans les cas où le salarié peut refuser l'assurance ou la mutuelle[24].

La surcomplémentaire
Sous certaines conditions, il est possible de souscrire un second contrat venant compléter les prestations proposées soit par le contrat collectif proposé par son propre employeur, soit celui de l'employeur du conjoint. Cette sur-complémentaire est également parfois proposée dans le cadre du contrat collectif en option.
L'obligation annuelle de négocier
Depuis le 1er janvier 2000 (loi CMU-C), dans les entreprises disposant d'une représentation syndicale, l'employeur doit chaque année engager une négociation sur le régime de prévoyance santé. Cette obligation n'a pas lieu d'être si les salariés sont couverts dans le cadre d'un accord de branche ou par un accord d'entreprise.

## Les organismes assureurs
Les garanties complémentaires santé sont proposées par :
- une institution de prévoyance (à but non lucratif) ;
- une mutuelle (à but non lucratif), ou ;
- une société d’assurances.

Ces trois acteurs sont associés à la gestion de l’assurance maladie par le biais de l'Union nationale des organismes d'assurance maladie complémentaire (UNOCAM).
En 2019, 49 % des prestations des organismes complémentaires ont été versées par des mutuelles, 32 % par des sociétés d’assurance et 20 % par des institutions de prévoyance. Depuis 2016, les assurances ont profité de la généralisation de la complémentaire santé d’entreprise, et elles ont nettement accru leur part de marché. Les institutions de prévoyances sont spécialisés dans les contrats collectifs, à l’inverse des mutuelles,.
Le système local Alsace-Moselle
Les départements ayant fait partie de l’Alsace-Lorraine allemande entre 1870 et 1913 ont bénéficié, avant le reste du territoire français, d’un système d’assurance maladie, instauré au 1er décembre 1884. À la création du régime général de sécurité sociale en 1946, un décret l’a maintenu à titre provisoire, avant qu’il ne soit pérennisé par une loi de 1991. Obligatoire, le régime local est financé par une cotisation payée par les salariés, les retraités et les chômeurs sur leurs revenus déplafonnés (salaires, allocations chômage, préretraites, retraites de base et complémentaires). Le taux de cotisation est de 1,50 % depuis le 1er janvier 2012. Les entreprises ne cotisent pas,,.

## La Complémentaire santé solidaire (C2S)
La complémentaire santé solidaire (C2S) est une assurance maladie complémentaire pour les personnes aux ressources modestes.

## Coûts de gestion
En 2018, les couts de gestion ont représenté 7,5 milliards d’euros (5,1 en 2009) pour les organismes complémentaires, contre 7,3 (7,7 en 2009) pour les régimes de sécurité sociale. Ce coût est encore plus significatif lorsqu’il est mis en regard des dépenses remboursées : 4,6 % pour l’assurance maladie, contre à 27,5 % pour les complémentaires santé. Le total, 14,8 milliards, est particulièrement coûteux, il s’explique par le fait que quasiment chaque dépense est prise en charge par l’assurance obligatoire et l’assurance maladie.

## Taxe de solidarité additionnelle
La « contribution CMU » est créée en 1999, elle devient la taxe de solidarité additionnelle aux cotisations d'assurance maladie complémentaire (TSA) en 2011.
Depuis 2015, la « nouvelle » (TSA) est le résultat de la fusion de la taxe spéciale sur les conventions d'assurances et de l’« ancienne » TSA. Elle est proportionnelle aux cotisations et collectée par les organismes. En 2019, cette taxe a plusieurs assiettes et plusieurs taux (20,27 % pour les contrats non responsables, 13,27 % pour les contrats responsables 6,27 % pour les contrats agricoles responsables…) Elle a rapporté 5 milliards d’euros, dont la moitié est affecté à la CSS,.

## Répartition des dépenses de santé en France
Les dépenses de santé représentent 11 % du PIB en 2007, soit le même niveau qu'en 2006. À titre de comparaison, les États-Unis d'Amérique sont le pays le plus dépensier avec 16 % du PIB. La France se situe dans la moyenne des pays européens.
Les dépenses se répartissent de la manière suivante en 2011 :
- sécurité sociale = 75,5 % ;
- ménages = 9,6 % ;
- CMU et aide médicale de l'État = 1,3 % ;
- assureurs complémentaires = 13,7 % dont 7,4 % par les mutuelles, 3,7 % par les sociétés d'assurances et 2,5 % par les institutions de prévoyance.

Il convient de noter que la part restant à la charge des ménages est stable.

## Critiques envers les complémentaires santé
Les complémentaires santé sont accusées d'avoir des tarifs trompeurs en intégrant dans les taux de remboursement annoncés la part prise en charge par la sécurité sociale, d'avoir un fonctionnement opaque.

## Comprendre les parcours de soins pour choisir une complémentaire santé
Le choix d’une complémentaire santé est difficile pour le postulant à titre individuel, car le système de soin et les offres sont complexes et parfois incompréhensibles. Les offres complémentaires sont pléthoriques et difficiles à appréhender, le système de soins n’est pas simple avec mélange public/privé et caractère imprévisible du secteur de soin choisi.
Avant de réaliser son choix, il convient dans un premier temps de bien connaître le fonctionnement du système de santé. Chacun pourra ensuite choisir sa complémentaire santé en fonction de ses revenus, de son lieu d’habitation, de son souhait de participer au parcours de soins, de ses préférences médicales... Les quelques indications ci-dessous concernent la médecine de ville et les praticiens hospitaliers faisant du privé.
Les médecins
Les médecins exercent soit dans une structure publique soit dans le privé. Dans le secteur public, comme dans les établissements mutualistes ou associatifs, le médecin est rémunéré par la structure dans laquelle il exerce et le malade ne paie pas directement son médecin, mais certains médecins du secteur public ont une consultation privée en plus de leur consultation hospitalière et là, les tarifs sont tout autres (en général secteur 2). Dans le privé, les médecins sont à leur compte et doivent choisir leur mode d’exercice entre trois secteurs :
- secteur 1: tarifs reconnus par la sécurité sociale et remboursement établi sur la totalité de la somme demandée ;
- secteur 2 : dépassement d’honoraires avec somme demandée plus importante et remboursement moindre ;
- secteur hors convention : avec tarifs totalement libres et pas ou peu de remboursement par la sécurité sociale.

Le gouvernement actuel a introduit un sous groupe dans le secteur 2 :
- le secteur 2 avec parcours de soins dans lequel le praticien s’engage à rester raisonnable dans ses dépassements en contre-partie d’un remboursement accru par la sécurité sociale.

Il est important de savoir que l’appartenance à un secteur ou un autre n’a rien à voir avec la compétence médicale. Il s’agit d’un choix fait personnellement par le praticien. L'annuaire santé consultable sur le site Ameli fournit des renseignements administratifs précis sur les différents médecins que l’on peut consulter.
Les médicaments
Le taux de remboursement est calculé sur la base du SMR (service médical rendu).
En simplifiant, le taux de remboursement des médicaments est de 100 % pour les maladies graves dans le cadre des affections longues durée (ALD) et les complémentaires santé n’interviennent pas.
Pour les maladies de gravité moyenne ou transitoire, la sécurité sociale rembourse les médicaments à un taux de 65 % avec déduction de 0,5 euro par boîte. Le reste à charge sera remboursé par votre complémentaire santé, si vous en avez une.
Pour les médicaments n'ayant pas fait preuve de leur efficacité, les médicaments sont remboursés à des taux très faibles, voire pas du tout. Dans ce dernier cas, les complémentaires n’interviennent pas et le reste à charge des ménages est total (malgré la complémentaire).
L’optique
La sécurité sociale ne rembourse qu’une petite partie du coût des verres et les ménages doivent payer la quasi-totalité de l’optique soit directement, soit par le biais des complémentaires santé. L’étude de la réalité amène deux constatations :
- tout le monde à partir d’un certain âge doit porter des lunettes ce qui amène la cour des comptes à estimer qu’il ne s’agit plus d’une assurance puisque le risque est certain, mais d’un « achat anticipé » ;
- le prix de lunettes est plus élevé en France que dans les autres pays européens sans doute du fait d’une convergence d’intérêts entre les opticiens et les « bénéficiaires » d’une complémentaire santé[35].

Les soins dentaires
La sécurité sociale rembourse les soins de base, mais prend très peu en charge, voire pas du tout : couronnes, bridges, implants, etc., dont le coût peut facilement atteindre des milliers d’euros. On constate que nombreux sont ceux qui prennent une complémentaire, option soins dentaires, lorsque le besoin s’en fait sentir ou mieux après découverte du prix des soins proposés par leur praticien. Ce comportement dit «ex-ante» constitue un surcoût payé par l’assureur et donc par les cotisants.[réf. à confirmer]
Bien comprendre le fonctionnement global du système, les avantages et les inconvénients des filières de soins choisies ou des prestations proposées par les complémentaires santé est essentiel pour une bonne gestion financière de sa santé.